# Star Channel (Spagna)
Star Channel è un canale televisivo a pagamento spagnolo di proprietà della Fox Networks Group. 
Fino all'11 marzo 2024 era conosciuto come Fox.
Il canale, versione spagnola dell'omonima emittente statunitense, trasmette quasi esclusivamente programmi televisivi americani in lingua spagnola o inglese. Dal 2009 il canale possiede un segnale ad alta definizione chiamato Fox HD che è attivo dal 15 dicembre dello stesso anno.

## Palinsesto

### Attualmente in onda
- 9-1-1: Lone Star
- Al passo con i Kardashian
- American Dad
- American Horror Story
- Blue Bloods
- Bob's Burgers
- Bones
- Bull
- Da Vinci's Demons
- Desperate Housewives
- Dr. House
- FBI: Most Wanted
- Futurama
- Glee
- Gotham
- Grey's Anatomy
- Hawaii Five-0
- Homeland
- How I Met Your Mother
- I Griffin
- I Simpson
- Lie to Me

- Malcolm
- Mental
- Modern Family
- New Girl
- Non fidarti della str**** dell'interno 23
- NCIS: Los Angeles
- Private Practice
- SEAL Team
- Shin Chan
- Single Parents
- Station 19
- The Americans
- The Cleveland Show
- The Good Wife
- The Listener
- The Walking Dead
- This Is Us
- Vicini del terzo tipo
- Vis a vis
- Vis a vis: L'Oasis
- White Collar